# 格伦·德弗里斯
格伦·德弗里斯（Glen de Vries，1972年6月29日—2021年11月11日）是一位美国商人，他是Medidata Solutions公司的联合创始人和前联合首席执行官，也是一位太空游客。

## 蓝色起源太空飛行
2021年10月13日，德弗里斯與演员威廉·夏特纳和两名宇航员一同乘坐新雪帕德火箭（蓝色起源NS-18亚轨道任务的一部分）前往外太空。

## 死亡
2021年11月11日，德弗里斯乘坐的塞斯納172小型飞机在新泽西州汉普顿镇外一个树木茂盛的地区坠毁，德弗里斯在事故中丧生。飞机上的另一名乘客托马斯·费舍尔也在这次坠机事故中身亡。